# Myrteta unipuncta
Myrteta unipuncta är en fjärilsart som beskrevs av W. Warren 1893. Myrteta unipuncta ingår i släktet Myrteta och familjen mätare. Inga underarter finns listade i Catalogue of Life.